# Glaciar Hayes
El glaciar Hayes se encuentra en el sector sudeste del mar de Weddell, a 17 km al sudoeste del Glaciar Dawson-Lambton. Fue descubierto el 5 de noviembre de 1967, durante un vuelo de reconocimiento, en la zona de costa Caird.
El glaciar fue nombrado por el Comité Consultivo sobre Nombres Antárticos (US-ACAN) en homenaje al capitán de corbeta Winston R. Hayes, de la Marina de los EE. UU. y piloto del vuelo que efectuó el reelevamiento en 1967.